# Rottenmanner und Wölzer Tauern
Rottenmanner und Wölzer Tauern – podgrupa górska Niskich Taurów, pasma w austriackich Alpach Wschodnich. Leży w Austrii, na terenie kraju związkowego Styria. Grupę ograniczają przełęcze Sölkpass i Hohentauernpass.
Grupa ta graniczy z: Totes Gebirge na północy, Alpami Ennstalskimi na północnym wschodzie, Seckauer Tauern na wschodzie, Lavanttaler Alpen na południowym wschodzie, Alpami Gurktaliskimi na południowym zachodzie, Schladminger Tauern na zachodzie oraz Dachstein na północnym zachodzie.
Rottenmanner Tauern to północno-wschodnia część podgrupy, a Wölzer Tauern to środkowa i południowa część. Nazwa tej drugiej pochodzi od miejscowości Oberwölz i Niederwölz.
Najwyższe szczyty:
- Rettlkirchspitze (2475 m),
- Greim (2474 m),
- Großer Bösenstein (2448 m),
- Schoberspitze (2423 m),
- Kleiner Bösenstein (2395 m),
- Drei Stecken (2382 m),
- Hochweberspitze (2370 m),
- Hochhaide (2363 m),
- Hohenwart (2361 m),
- Sonntagskarspitze (2350 m).